# جان محمود
جان محمود یک روستا در ایران است که در دهستان شوسف واقع شده‌است. جان محمود ۲۲ نفر جمعیت دارد.